# Сан-Луис-ди-Монтис-Белус
Сан-Луис-ди-Монтис-Белус (порт. São Luís de Montes Belos)  —  муниципалитет в Бразилии, входит в штат Гояс. Составная часть мезорегиона Центр штата Гойас. Входит в экономико-статистический  микрорегион Аникунс. Население составляет 27 376 человек на 2006 год. Занимает площадь 826,189 км². Плотность населения — 33,1 чел./км².
Праздник города — 12 октября.

## История
Город основан 12 октября 1953 года.

## Статистика
- Валовой внутренний продукт на 2003 год составляет 218 898 698,00 реалов (данные: Бразильский институт географии и статистики).
- Валовой внутренний продукт на душу населения на 2003 год составляет 8131,15 реалов (данные: Бразильский институт географии и статистики).
- Индекс развития человеческого потенциала на 2000 год составляет 0,752 (данные: Программа развития ООН).